# 上ヤクスト線
上ヤクスト線（ドイツ語: Obere Jagstbahn）あるいはゴルツホェーフェ - クライルスハイム線（ドイツ語: Bahnstrecke Goldshöfe–Crailsheim）は、バーデン＝ヴュルテンベルク州アーレン市のゴルツホェーフェ駅とクライルスハイム駅を結ぶ、電化された幹線である。

## 歴史
1863年アーレン - ネルトリンゲン間がすでに開通された。当時にクライルスハイム方面の鉄道建設が計画されたため、ゴルツホェーフェ駅の乗降場はくさび形で建設された。この路線は1866年11月15日に開通された。1870年にエルヴィンゲンとディンケルスビュールの間に鉄道を建設して、ニュルンベルクまで延長することが企てられた。しかし、ニュルンベルク - クライルスハイム線が数年後開通されて、その路線の方が短いので、その計画は放棄された。1939年にこの路線は複線で改修される予定であったが、計画は戦争のため失敗した。
1982年末、この路線とクライルスハイム - シュナイデル間の複線化工事は開始された。その際に複線化計画は未決定であった。電気運転は1985年5月14日に実行されて、同年6月2日から電力が列車の正常な運行に供給されている。1985年シュタット旧駅とシュヴァーベン駅の安全側線が撤去された。
2002年にシュトゥットガルト - ニュルンベルク間を通行したインターレギオ系統列車はインターシティ列車に置き換えられた。2003年エルヴァンゲン駅で貨物の荷役用線路が撤去された。
2010年夏にヤクストツェル駅の乗降場が、2011年初めにエルヴァンゲン駅の乗降場は改築された。二年間の工事の後にエルヴァンゲン市の地下通路が二つの踏切の代わりに2012年10月に完工した。2019年初めよりイギリスの企業ゴー・アヘッド・ドイツ法人がこの路線の中距離路線を運営している。

## 運行形態

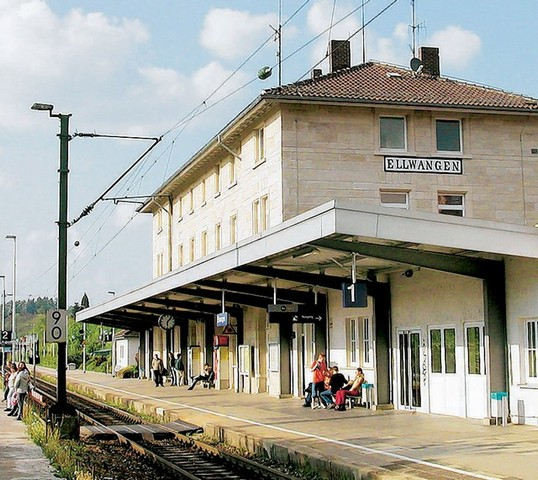
エルヴァンゲン駅の乗降場（2006年）

2019年以前にはウルムからクライルスハイムまでディーゼル動車の快速列車が運用されて、アーレン - クライルスハイム間の所要時間はおよそ40分であった。アーレン - ヤクストツェル区間は東アルプモビル有限会社 (OstalbMobil GmbH、OAM) の運賃システムにより、ヤクストツェル - クライルスハイム間はシュヴァービッシュ・ハル郡内交通（Kreisverkehr Schwäbisch Hall）の運賃システムにより管理される。
- IC 61: カールスルーエ - シュトゥットガルト - アーレン - エルヴァンゲン - クライルスハイム - ニュルンベルク - バンベルク - リヒテンフェルス - ザールフェルト - イェーナ - ナウムブルク - ライプチッヒ。120分ごと。使用車両は147形機関車と二階建て客車のプッシュプル列車。
- 普通列車（MEX 13）: シュトゥットガルト - アーレン - ゴルツホェーフェ - シュヴァープスベルク - シュレーツハイム - エルヴァンゲン（- ヤクストツェル - クライルスハイム）。60分ごと。ÖBB系列アルヴェリオ運営[9]。使用車両はFLIRT3世代電車。

貨物輸送の場合、シュトゥットガルト - アーレン間は複線で、バックナング経由のムル谷線より通行に有利であるので、シュトゥットガルト - ニュルンベルク間列車はこの路線を通過する。